# Brauerei zum St. Georg (Floridsdorf)

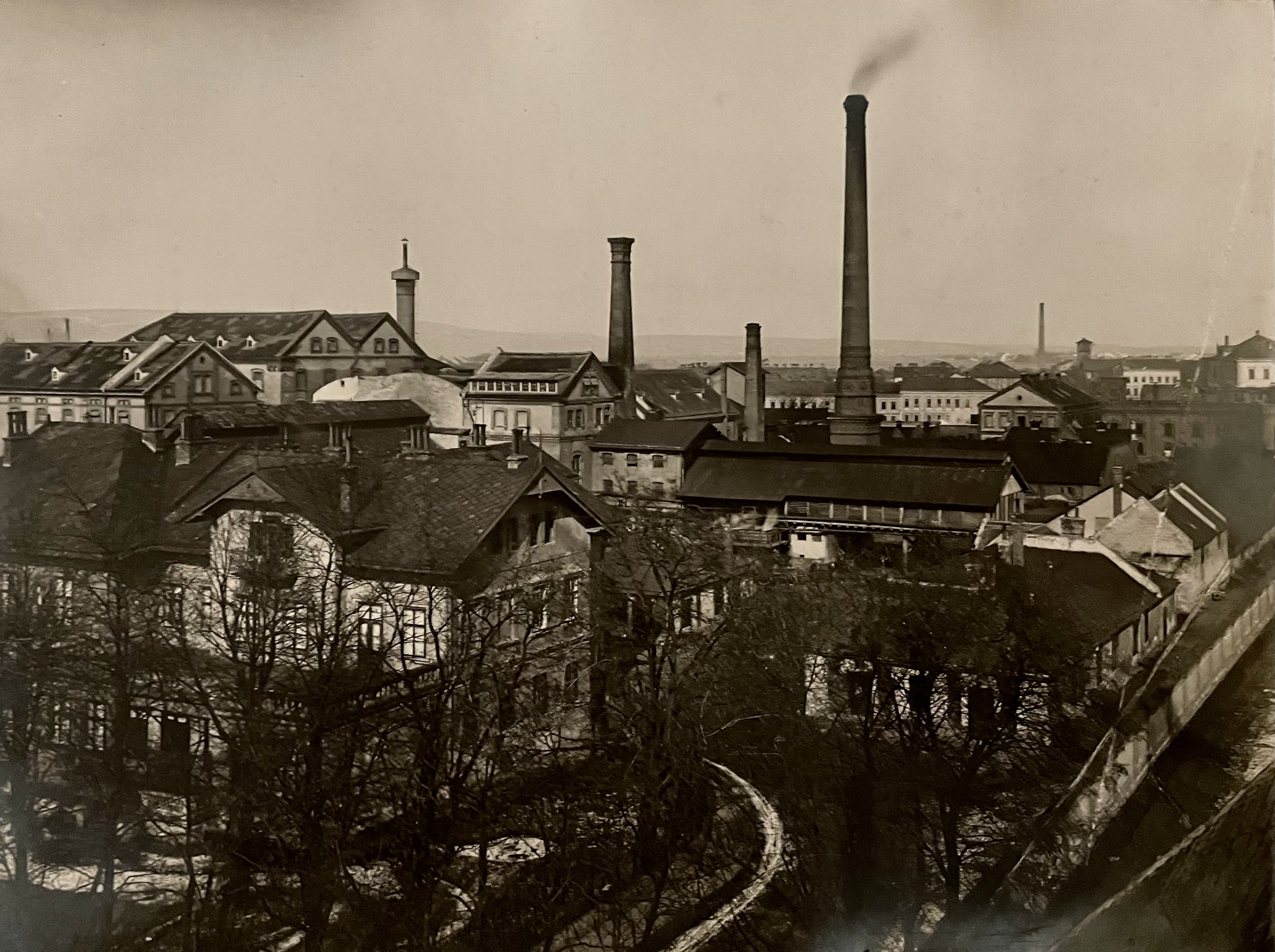
Brauerei zum St. Georg Foto 1899

Die Brauerei zum Sankt Georg war eine Bierbrauerei der Familie Mautner von Markhof im 21. Wiener Gemeindebezirk Floridsdorf im Bereich der Prager Straße 20 und 31–33.

## Geschichte

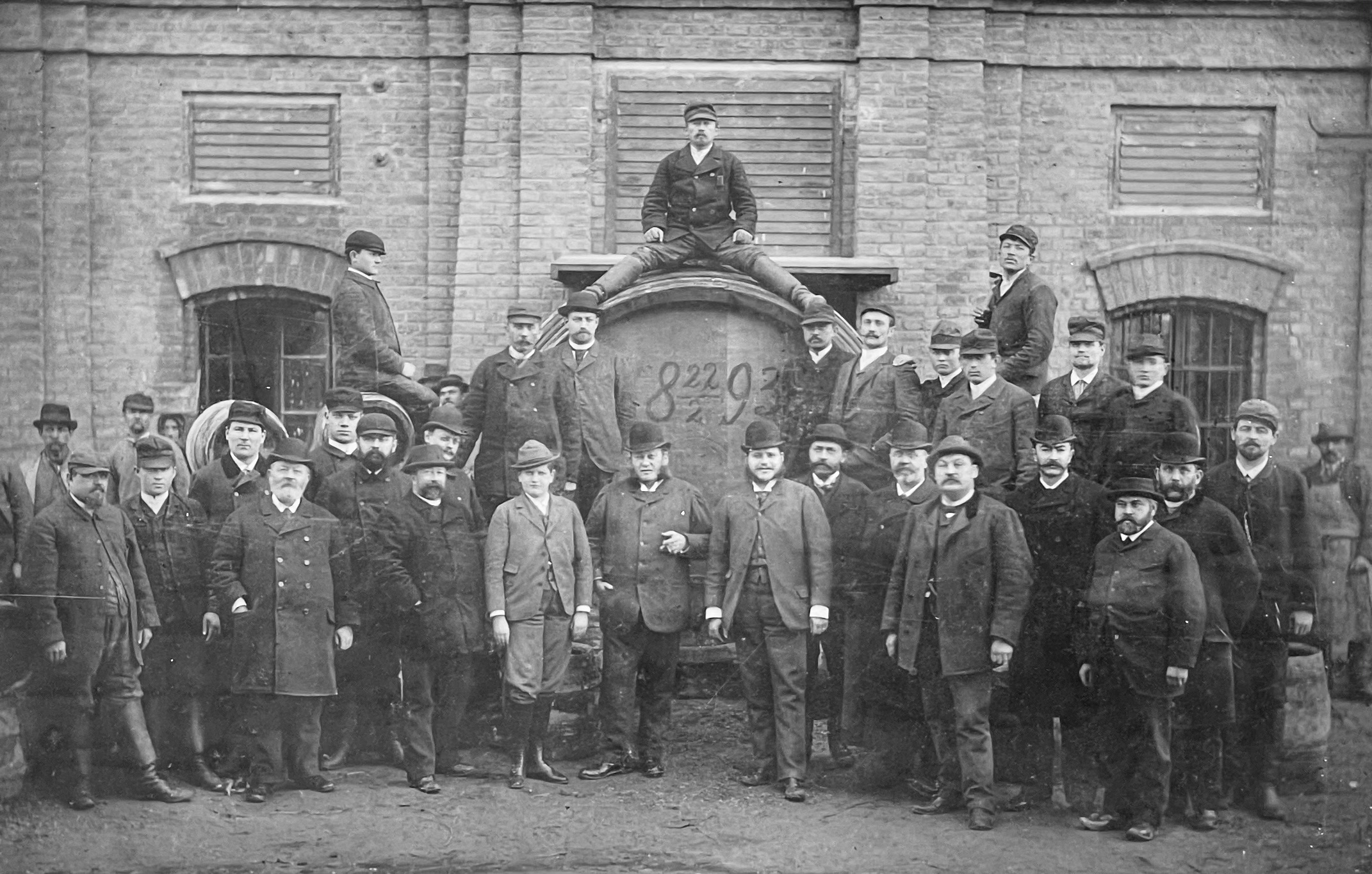
Brauerei zum Sankt Georg im Gründungsjahr 1893

Georg Heinrich Mautner von Markhof (1840–1904) aus der Brauerfamilie übersiedelte 1864 in ein neues Betriebsgelände in Floridsdorf, wo nun an der Prager Straße ebenfalls Kunst- bzw. Presshefe und Spiritus produziert wurden und errichtete dort eine eigene Villa (sog. Mautner Villa). Seine Schwestern Therese (verehelichte Reininghaus) und Eleonore (verehelichte Waechter) streckten ihm zur Betriebsgründung jeweils 100.000 Gulden vor. Sein älterer Bruder Carl Ferdinand (1834–1896) führte weiterhin das väterliche Unternehmen Adolf Ignaz Mautner & Sohn in Sankt Marx. Vertraglich geregelt lieferte die neue Presshefefabrik nun ein Viertel der Produktion von Ad. Ig. Mautner & Sohn plus 50 kg für den eigenen Verkauf.
1872 kaufte Georg Heinrich gemeinsam mit seinem Schwager Otto Freiherr von Waechter eine Mühle auf dem Grundstück zur Gerichtsgasse hin und erweiterte den Betrieb um eine Malzfabrik, die als „Waechter & Mautner“ bald zur größten in Österreich-Ungarn avancierte. Rund 1.200 Waggons Gerste wurden im Jahr verarbeitet, zu den Kunden zählten die großen Münchner Brauereien sowie die Brauerei Ottakring. 1890 verkaufte Georg Heinrich die Mälzerei an seinen Bruder Carl Ferdinand. Da die Presshefe-Produktion in St. Marx mittlerweile an ihre Kapazitätsgrenzen gestoßen war, wurde nun die gesamte Floridsdorfer Hefeproduktion an die Brauerei St. Marx abgeliefert.
Nach dem Brand der Mühle 1892 entschied sich Georg Heinrich im Jahr 1892, entgegen den familiären Konventionen eine Brauerei zu eröffnen. Damit er sein Vorhaben umsetzen konnte, musste er eine noch von seinem Vater festgelegte Konventionalstrafe (um Rivalitäten vorzubeugen) an seinen Bruder Carl Ferdinand in der Höhe von 100.000 Gulden (nach anderen Quellen 200.000 Gulden) bezahlen. Der Betrieb selbst wurde nach großzügigen Neu- und Umbauten der bestehenden Gebäude im Februar 1893 als Brauerei zum Sankt Georg aufgenommen. Georg Heinrich hatte sich in den Kopf gesetzt, in Wien ein Bier zu brauen, welches dem Pilsner Bier mindestens gleichwertig war und propagierte: „Es darf kein besseres Bier geben, als das Unsrige“.

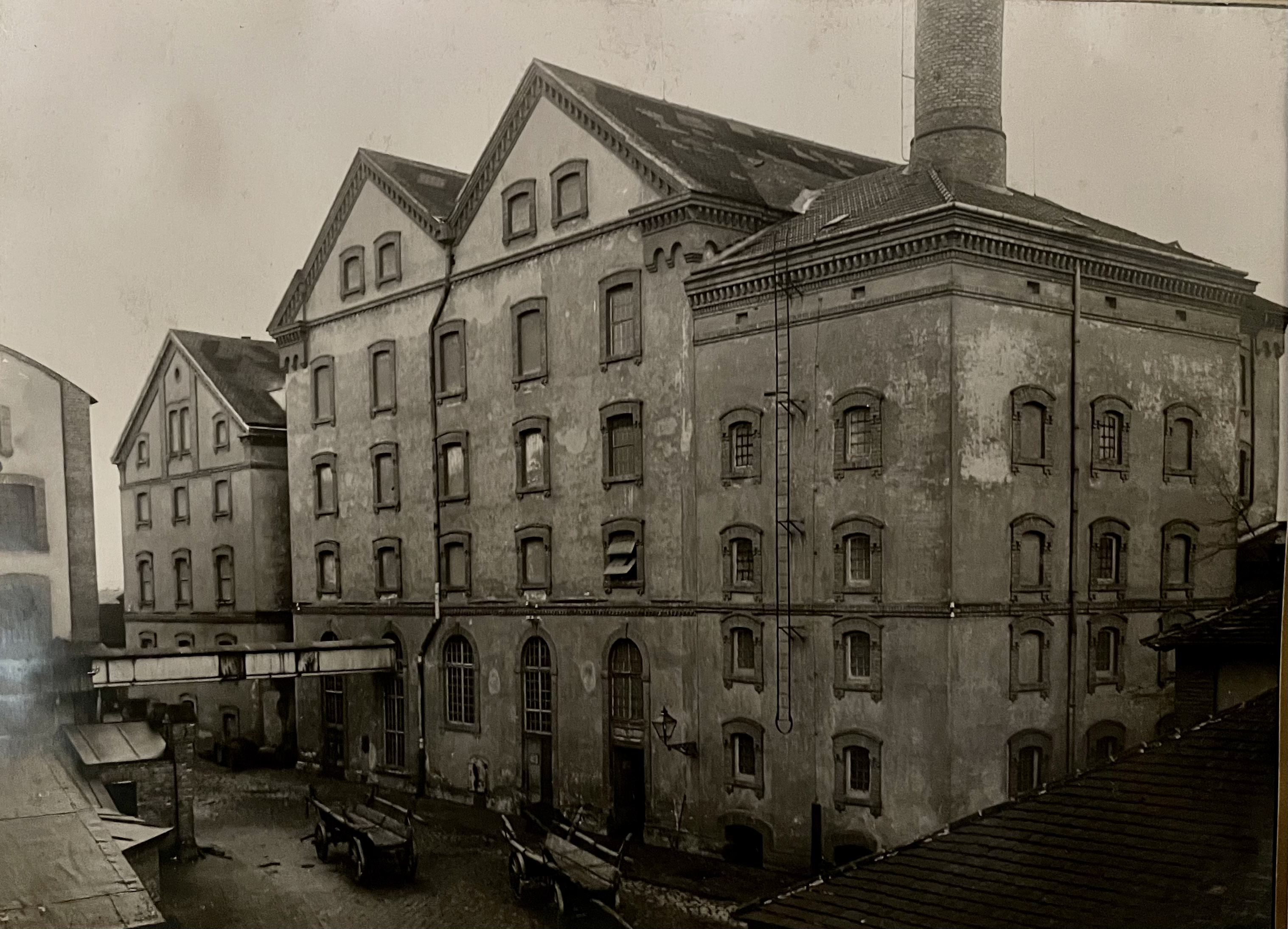
Sudhaus (1899)

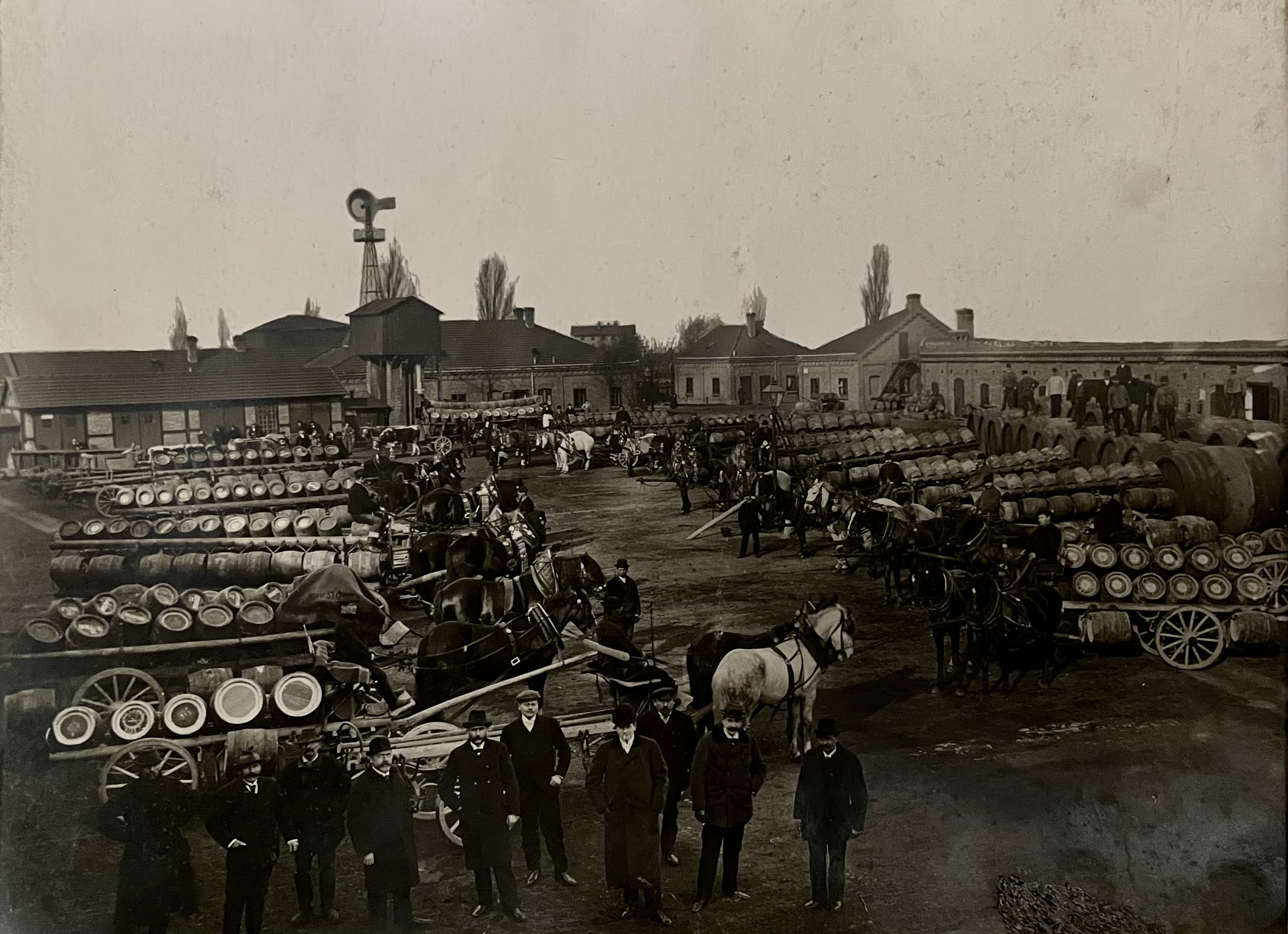
Fuhrpark (1899)

Innerhalb kürzester Zeit stieg so die Brauerei zum Sankt Georg – nach Schwechat, Sankt Marx und Liesing – zur viertgrößten Wiener Brauerei auf. Im Jahr 1900 verzeichnete man 31 Beamte und 300 Arbeiter. Es wurden drei Gattungen Bier erzeugt: Das 10- bis 11-gradige Abzugsbier, ein 13- bis 14-gradiges Wiener Lagerbier und ein wie Pilsner Bier gebrautes lichtes hopfenbitteres Bier, das Märzenbier genannt wurde. Dieses untergärige St. Georgs Märzenbier sollte bald eines der berühmtesten Biere Europas werden. Neben der Verleihung des Ehrendiploms bei der „Internationalen II. Wiener Kochkunst-Ausstellung“ 1898, der höchsten Auszeichnung von Konsumenten und Wirten in Bezug auf die Ebenbürtigkeit mit dem Pilsner, zeugte auch das Überschreiten der 200.000 Hektoliter Marke im Jahr 1900 von Qualität und Beliebtheit. Die architektonische Besonderheit der Brauerei war der oberirdische Lager- und Gärkeller im ersten Stockwerk „mit den allerbesten Eis- und anderen Maschinen“ und fünf Dampfmaschinen mit 240 PS.
Ein Kuriosum der Brauerei waren zwei indische Wasserbüffel, die einen Wagen zogen, der zwischen den beiden Standorten Prager Straße 20 (Brauerei) und 31 (Fassbinderei) verkehrte.

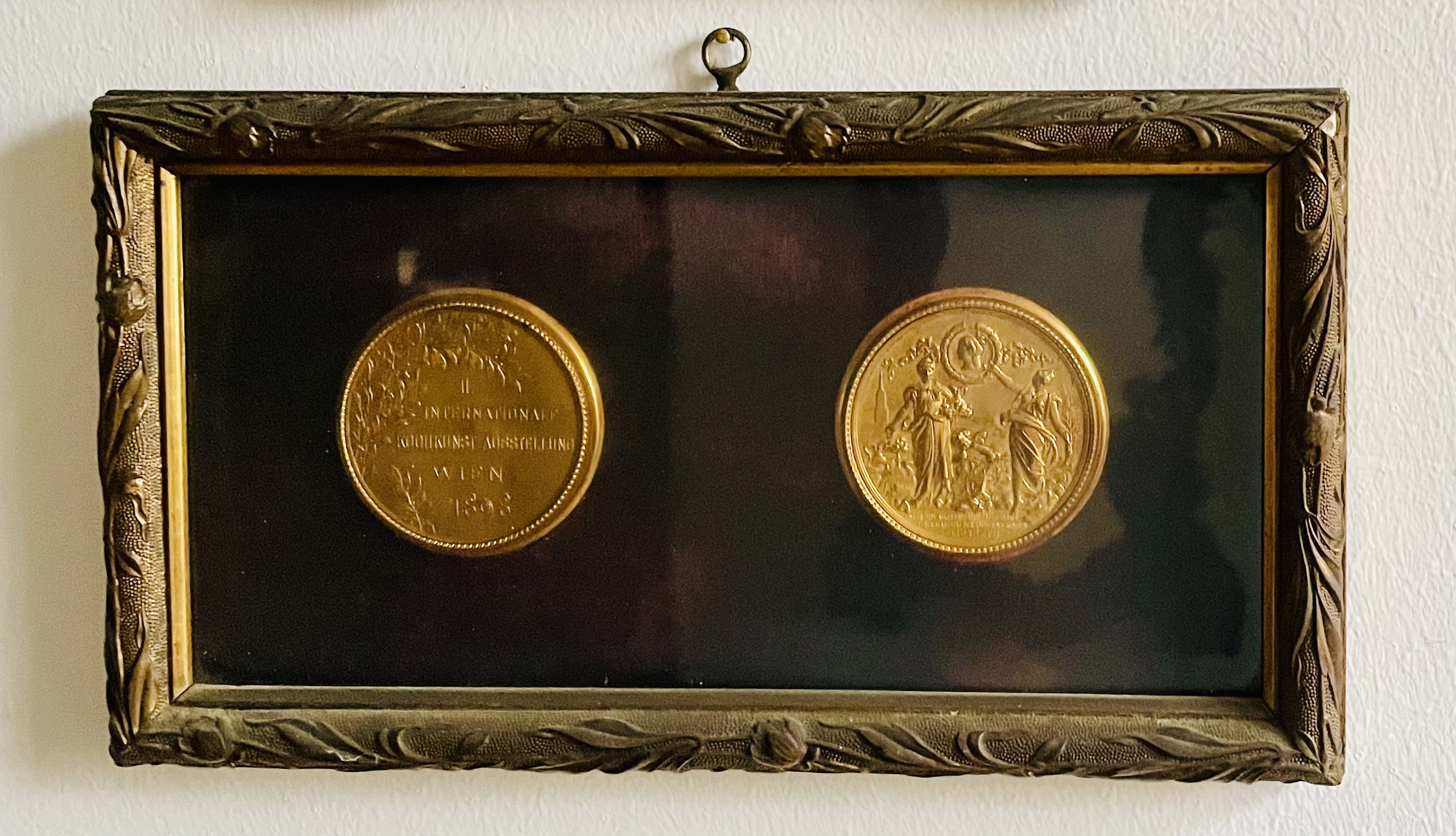
Goldmedaille der Internationalen II. Wiener Kochkunst Ausstellung Wien 1898

Für die Aufnahme der Brautätigkeit in Floridsdorf sprach auch der günstige Standort in der aufstrebenden und bevölkerungsstarken Gemeinde nahe dem hinter der Brauerei liegenden Verbindungsgleis zur Nordwestbahn. Floridsdorf wäre beinahe Hauptstadt von Niederösterreich geworden, wenn sich Karl Lueger als Wiener Bürgermeister nicht durchgesetzt und Floridsdorf nicht 1904 eingemeindet hätte.
In der Prager Straße 33, neben der zur Brauerei gehörenden Fassbinderei, ließ Georg Heinrich 1902 ein neues Wohnhaus (Mautner Schlössl) für seinen Sohn Georg Anton (1875–1934) errichten. Beim Tod Georg Heinrichs 1904, übernahmen seine Söhne Theodor (1869–1947) und Georg Anton, die Geschäfte. Die beiden Brüder mussten ihren Geschwistern zunächst jedoch den enormen Erbteil in der Höhe von vier Millionen Kronen, aufgrund der Höhe in 10 Jahresraten, bezahlen. 1913 übernahmen sie von ihrem Cousin Victor aufgrund der Fusion der Brauerei St. Marx die Lebensmittelerzeugung und gliederten sie in die Th. & G. Mautner Markhof KG in Wien-Simmering ein. Die Leitung der Brauerei übernahm Theodor, während sein Bruder Georg die Führung in Simmering übernahm.
In der Folge sah sich St. Georg einem Preiskampf mit der Brauerei Göss ausgesetzt und auch der Erste Weltkrieg hinterließ seine Spuren: die für Kriegszwecke abgelieferten Materialien konnten nicht ersetzt werden. Die Produktion sank von 200.000 Hektolitern (1913) auf 130.000 und 1933 konnten nur noch knapp über 50.000 erzeugt werden.
1930 wurde die Brauerei in eine Aktiengesellschaft mit dem Namen Mautner Markhof Brauerei St. Georg AG umgewandelt, Präsident des Verwaltungsrates war Theodor, sein Bruder Georg fungierte als Vizepräsident und deren jeweils älteste Söhne Gerhard (1901–1971) und Georg Heinrich (1869–1947) werden Mitglieder des Verwaltungsrates. Die finanzielle Lage war angespannt und die Auszahlung einer Dividende konnte nicht erwogen werden. Der Betrieb in Simmering unterstützte die Brauerei mit einem Kredit in der Höhe von 2,5 Millionen Schilling.
Während des Februaraufstandes 1934 wurde (laut den Erinnerungen von Theodor Mautner Markhof) durch das Bundesheer ein Geschütz vor dem Eingang der Brauerei postiert, dessen Mündung auf die als „rot“ geltenden Hammerbrotwerke gerichtet war.
Durch die Einbringung der gesamten Aktiengesellschaft durch die Familie Mautner Markhof wurde es 1936 jedoch möglich, die Aktienmehrheit an der Brauerei Schwechat AG zu übernehmen. Die Brauerei zum Sankt Georg wurde im selben Zug stillgelegt und nur mehr ein Schwechater-Bierdepot eingerichtet. Die Eiserzeugung, ebenso die Sodawasser- und Limonadenproduktion wurden am Standort fortgesetzt. Die Hefe- und Spiritusfabrik hatte die Produktion schon nach dem Ersten Weltkrieg eingestellt, da sich entsprechende Fabrikationsanlagen ohnehin im Besitze der Familie in Simmering befanden.
Das Areal der Brauerei war während der NS-Zeit Standort des KZ-Außenlagers Jedlesee und wurde zum Ende des Zweiten Weltkrieges größtenteils zerstört. Manfred Mautner Markhof sen., der am Firmengelände aufgewachsen war und 1945 die alleinige Leitung der Familienunternehmen übernommen hatte, braute hier in den ersten Nachkriegsjahren nochmals für kurze Zeit Bier. 1948 konnte die Limonadenproduktion wieder aufgenommen werden. In den Folgejahren wurde das Firmenareal allerdings etappenweise an die Gemeinde Wien verkauft und 1955 die Baureste der Brauerei schließlich gänzlich abgetragen. Bis 1972 gab es auf dem Gelände noch eine Limonadenproduktion und ein Depot der Brauerei Schwechat, die restliche Produktion wurde anschließend nach Simmering verlagert.

### Überbleibsel
Erhalten geblieben sind die beiden Fabrikanten-Villen, die nach Auszug der Familie Mautner Markhof 1942 bzw. 1971 nun öffentlich genutzt werden: Im Bereich der Prager Straße 33 (Mautner Schlössl) befindet sich das Bezirksmuseum Floridsdorf; auf Nummer 20 (Mautner Villa) betreibt die Stadt die zentrale Geschäftsstelle der Jugendzentren Wiens.

## Produkte
In der Brauerei zum St. Georg wurden Biere mit dem Namen Starkbier, Schwarzquell, Neuquell, Lagerbier, Spezialmärzen, Doppel-Schankbier und Abzugbier gebraut.